# Singly na prvním místě v roce 2013 (USA)
Seznam singlů, které obsadily první místo v Billboard Hot 100 v roce 2013.
| Období        | Píseň                   | Umělec                                       |
| ------------- | ----------------------- | -------------------------------------------- |
| 5. ledna      | "Locked Out of Heaven"  | Bruno Mars                                   |
| 12. ledna     | "Locked Out of Heaven"  | Bruno Mars                                   |
| 19. ledna     | "Locked Out of Heaven"  | Bruno Mars                                   |
| 26. ledna     | "Locked Out of Heaven"  | Bruno Mars                                   |
| 2. února      | "Thrift Shop"           | Macklemore & Ryan Lewis featuring Wanz       |
| 9. února      | "Thrift Shop"           | Macklemore & Ryan Lewis featuring Wanz       |
| 16. února     | "Thrift Shop"           | Macklemore & Ryan Lewis featuring Wanz       |
| 23. února     | "Thrift Shop"           | Macklemore & Ryan Lewis featuring Wanz       |
| 2. března     | "Harlem Shake"          | Baauer                                       |
| 9. března     | "Harlem Shake"          | Baauer                                       |
| 16. března    | "Harlem Shake"          | Baauer                                       |
| 23. března    | "Harlem Shake"          | Baauer                                       |
| 30. března    | "Harlem Shake"          | Baauer                                       |
| 6. dubna      | "Thrift Shop"           | Macklemore & Ryan Lewis featuring Wanz       |
| 13. dubna     | "Thrift Shop"           | Macklemore & Ryan Lewis featuring Wanz       |
| 20. dubna     | "When I Was Your Man"   | Bruno Mars                                   |
| 27. dubna     | "Just Give Me a Reason" | Pink featuring Nate Ruess                    |
| 4. května     | "Just Give Me a Reason" | Pink featuring Nate Ruess                    |
| 11. května    | "Just Give Me a Reason" | Pink featuring Nate Ruess                    |
| 18. května    | "Can't Hold Us"         | Macklemore & Ryan Lewis featuring Ray Dalton |
| 25. května    | "Can't Hold Us"         | Macklemore & Ryan Lewis featuring Ray Dalton |
| 1. června     | "Can't Hold Us"         | Macklemore & Ryan Lewis featuring Ray Dalton |
| 8. června     | "Can't Hold Us"         | Macklemore & Ryan Lewis featuring Ray Dalton |
| 15. června    | "Can't Hold Us"         | Macklemore & Ryan Lewis featuring Ray Dalton |
| 22. června    | "Blurred Lines"         | Robin Thicke featuring T.I. a Pharrell       |
| 29. června    | "Blurred Lines"         | Robin Thicke featuring T.I. a Pharrell       |
| 6. července   | "Blurred Lines"         | Robin Thicke featuring T.I. a Pharrell       |
| 13. července  | "Blurred Lines"         | Robin Thicke featuring T.I. a Pharrell       |
| 20. července  | "Blurred Lines"         | Robin Thicke featuring T.I. a Pharrell       |
| 27. července  | "Blurred Lines"         | Robin Thicke featuring T.I. a Pharrell       |
| 3. srpna      | "Blurred Lines"         | Robin Thicke featuring T.I. a Pharrell       |
| 10. srpna     | "Blurred Lines"         | Robin Thicke featuring T.I. a Pharrell       |
| 17. srpna     | "Blurred Lines"         | Robin Thicke featuring T.I. a Pharrell       |
| 24. srpna     | "Blurred Lines"         | Robin Thicke featuring T.I. a Pharrell       |
| 31. srpna     | "Blurred Lines"         | Robin Thicke featuring T.I. a Pharrell       |
| 7. září       | "Blurred Lines"         | Robin Thicke featuring T.I. a Pharrell       |
| 14. září      | "Roar"                  | Katy Perry                                   |
| 21. září      | "Roar"                  | Katy Perry                                   |
| 28. září      | "Wrecking Ball"         | Miley Cyrus                                  |
| 5. října      | "Wrecking Ball"         | Miley Cyrus                                  |
| 12. října     | "Royals"                | Lorde                                        |
| 19. října     | "Royals"                | Lorde                                        |
| 26. října     | "Royals"                | Lorde                                        |
| 2. listopadu  | "Royals"                | Lorde                                        |
| 9. listopadu  | "Royals"                | Lorde                                        |
| 16. listopadu | "Royals"                | Lorde                                        |
| 23. listopadu | "Royals"                | Lorde                                        |
| 30. listopadu | "Royals"                | Lorde                                        |
| 7. prosince   | "Royals"                | Lorde                                        |
| 14. prosince  | "Wrecking Ball"         | Miley Cyrus                                  |
| 21. prosince  | "The Monster"           | Eminem featuring Rihanna                     |
| 28. prosince  | "The Monster"           | Eminem featuring Rihanna                     |